# Dominik Krämer
Dominik Krämer (* 1980 in Trier) ist ein deutscher Bassist, der unter anderem als Mitglied der Band Heavytones bekannt ist.

## Leben

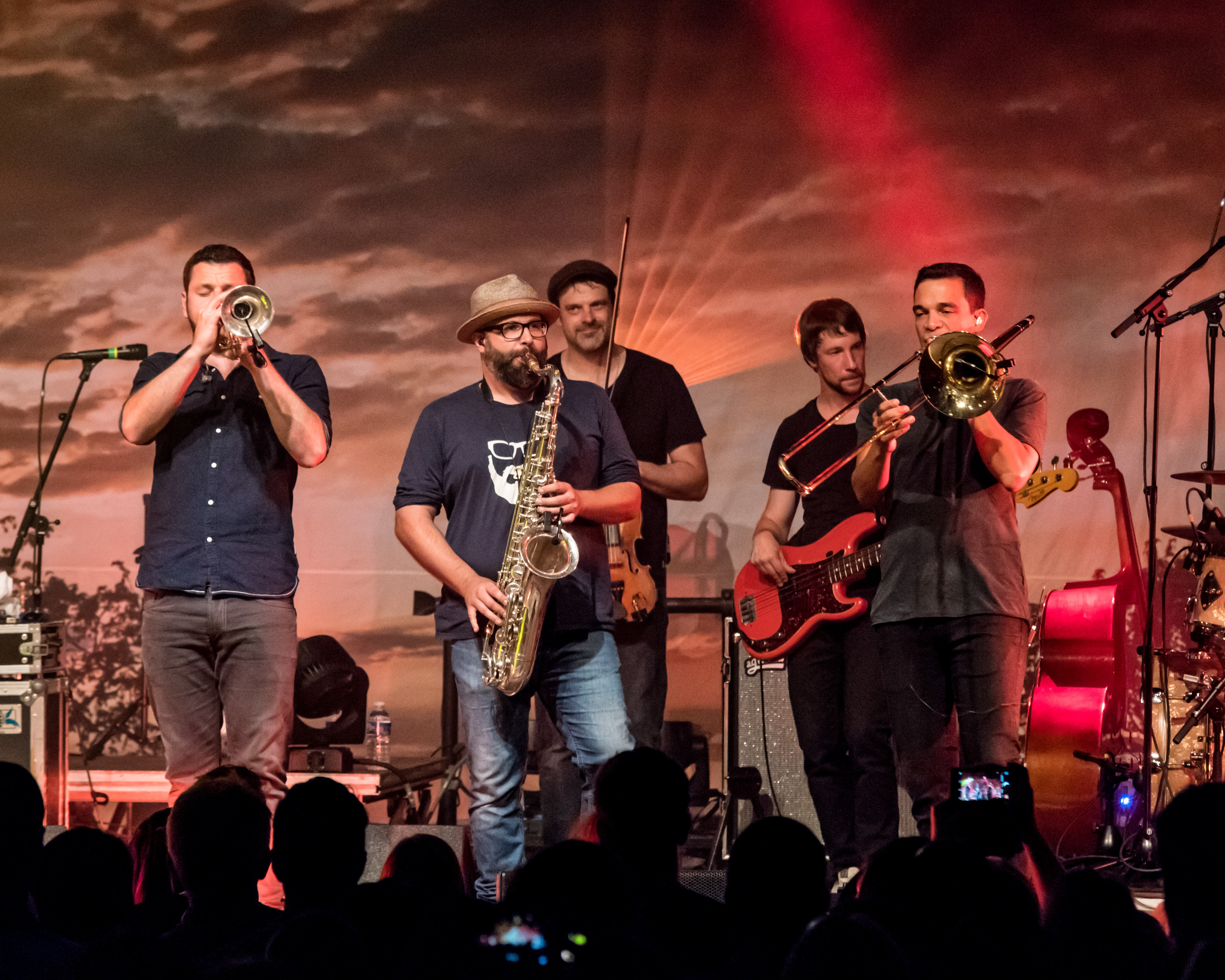
Dominik Krämer bei einem Auftritt mit Gregor Meyle

Krämer wuchs in musikalischem Umfeld auf und erlernte in frühen Jahren Gitarre zu spielen. Im Alter von 14 Jahren begann er Bass zu spielen und war Teil einer Schulband. Von 1999 bis 2004 absolvierte er ein Studium an der Musikhochschule Mannheim, wo er Unterricht bei Dave King hatte und spielte in dieser Zeit in verschiedenen Soul-Bands. 2004 wurde er Bassist der Heavytones, die Studioband der Show TV total. Unter anderem war er so Teil der deutschen ESC-Vorentscheide Unser Star für Oslo und Unser Song für Deutschland. Nach acht Jahren verließ er die Band, um sich anderen Projekten zu widmen. 2021 bis 2024 spielte er zeitweise wieder in der Band, die in der Neuauflage von TV total zu sehen war.
2005 trat er bei der TV total Wok-WM im Vierer-Wok an und belegte mit seinem Team den zweiten Platz, im darauffolgenden Jahr trat er erneut in Raabs Team an.
2008 erschien sein Solo-Album „Nice Bass“.
Er spielte mit der Band Grosch’s Eleven bei Sing meinen Song und trat mit der Studioband von The Voice of Germany auf. Außerdem tourte er mit Roman Lob, Gregor Meyle und den Fantastischen Vier.